# Crassantenna mimorostrata
Crassantenna mimorostrata is een eenoogkreeftjessoort uit de familie van de Aetideidae. De wetenschappelijke naam van de soort is voor het eerst geldig gepubliceerd in 1969 door Bradford.